# Ключевая (Удмуртия)
Ключевая — деревня в Увинском районе Удмуртии, входит в Чистостемское сельское поселение. Находится в 11 км к югу от посёлка Ува и в 59 км к западу от Ижевска.